# Potosí (departement)
Potosí är ett departement i sydvästra Bolivia med en area på 118 218 km² och 709 013 invånare (2001). Huvudstad i departementet är Potosí. Landskapet är torrt och bergigt med en stor bergsplatå i väster där världens största saltupplag, Salar de Uyuni, ligger. 
Potosí var den rikaste provinsen under det spanska imperiet och bidrog med stora mängder silver som skeppades till Europa. 

## Potosís provinser
Departementet är indelat i 16 provinser:
| Provins            | Huvudstad                |  |
| ------------------ | ------------------------ |  |
| Alonso de Ibáñez   | Sacaca                   |  |
| Antonio Quijarro   | Uyuni                    |  |
| Bernardino Bilbao  | Arampampa                |  |
| Charcas            | San Pedro de Buena Vista |  |
| Chayanta           | Colquechaca              |  |
| Cornelio Saavedra  | Betanzos                 |  |
| Daniel Campos      | Llica                    |  |
| Enrique Baldivieso | San Agustín              |  |
| José María Linares | Puna                     |  |
| Modesto Omiste     | Villazón                 |  |
| Nor Chichas        | Cotagaita                |  |
| Nor Lípez          | Colcha "K"               |  |
| Rafael Bustillo    | Uncía                    |  |
| Sud Chichas        | Tupiza                   |  |
| Sud Lípez          | San Pablo de Lípez       |  |
| Tomás Frías        | Potosí                   |  |